# Catedral de San Patricio (Bunbury)
La Catedral de San Patricio o simplemente Catedral de Bunbury (en inglés: St Patrick’s Cathedral) Es el principal lugar de culto católico en la ciudad de Bunbury, Australia, y la sede del obispado de la diócesis de Bunbury.
La primera piedra del edificio fue colocada en 1919. La iglesia se abrió al culto sólo dos años más tarde, como una iglesia parroquial. En 1954 fue elevada a una catedral por el Papa Pío XII, al tiempo que se establecía la Diócesis Católica de Bunbury.
El 16 de mayo de 2005, un tornado devastó la ciudad, dañando la catedral hasta el punto de ser necesaria su demolición. La nueva catedral de San Patricio fue construida en cinco años y fue dedicada el 17 de marzo de 2011 por el obispo Gerard Holohan. 